# Frida (2024)
Frida ist ein Dokumentarfilm von Carla Gutiérrez. Die Filmbiografie  lässt die mexikanische Malerin Frida Kahlo selbst zu Wort kommen. Der Film wurde vollständig aus Archivmaterial und den Werken der Künstlerin zusammengestellt. Die Weltpremiere von Frida fand im Januar 2024 beim Sundance Film Festival statt. Mitte März 2024 wurde der Film in das Programm von Prime Video aufgenommen.

## Inhalt
Die Mutter der mexikanischen Malerin Frida Kahlo war sehr religiös, ihr Vater hingegen Atheist. Sie wuchs in Mexiko-Stadt auf und entwickelte schon früh in ihrem Leben eine Affinität zu den Unterdrückten. Frida Kahlo studierte Medizin und versuchte sich von der Masse abzuheben, kleidete sich klassisch männlich, trug Dreiteiler und Krawatte und ihr Haar nach hinten gekämmt. Kahlo hatte Affären mit Männern und Frauen. Verheiratet war sie mit dem Künstler Diego Rivera.

## Produktion

### Filmstab

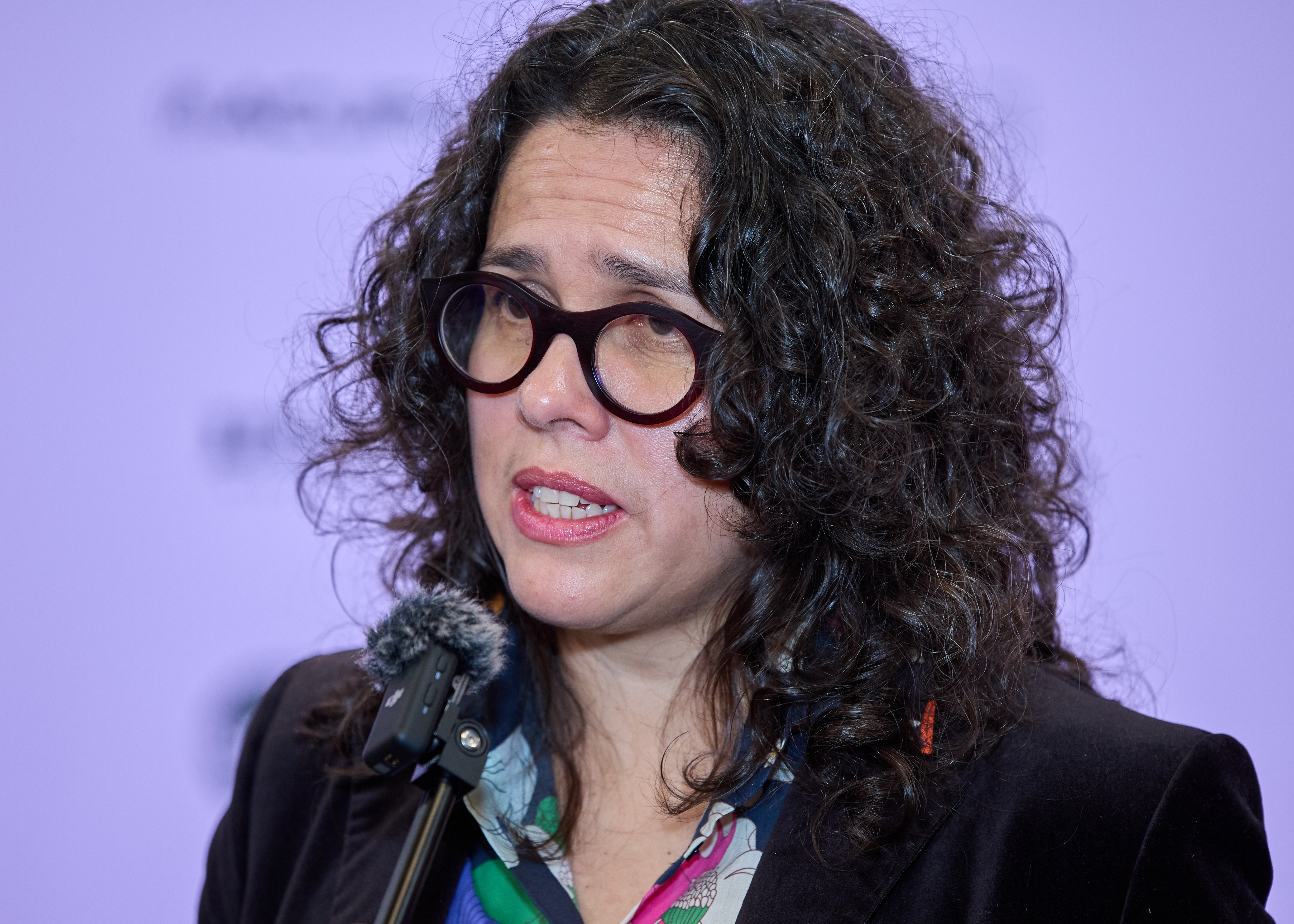
Regisseurin Carla Gutiérrez bei der Premiere des Films

Regie führte Carla Gutiérrez. Überwiegend war die Mexikanerin in der Vergangenheit als Filmeditorin tätig, so für die Oscar-nominierten Dokumentarfilme RBG – Ein Leben für die Gerechtigkeit von Betsy West und Julie Cohen und La Corona von Amanda Micheli und Isabel Vega. Gutiérrez fungierte auch für die Filme Pray Away und Julia als Filmeditorin. Frida ist ihr Regiedebüt. Sie stellte den Film vollständig aus Archivmaterial zusammen und verwendete Kahlos eigene Worte und Bilder, um deren Leben aus ihrer Sicht darzustellen. Auch bei Frida übernahm Gutiérrez den Filmschnitt selbst.

### Animation und Sprecher
Die animinierte Vorspannsequenz des Films stammt von Sofía Inés Cázares und Renata Galindo.
Fernanda Echevarría del Rivero leiht im Film Frida Kahlo ihre Stimme.

### Filmmusik und Veröffentlichung

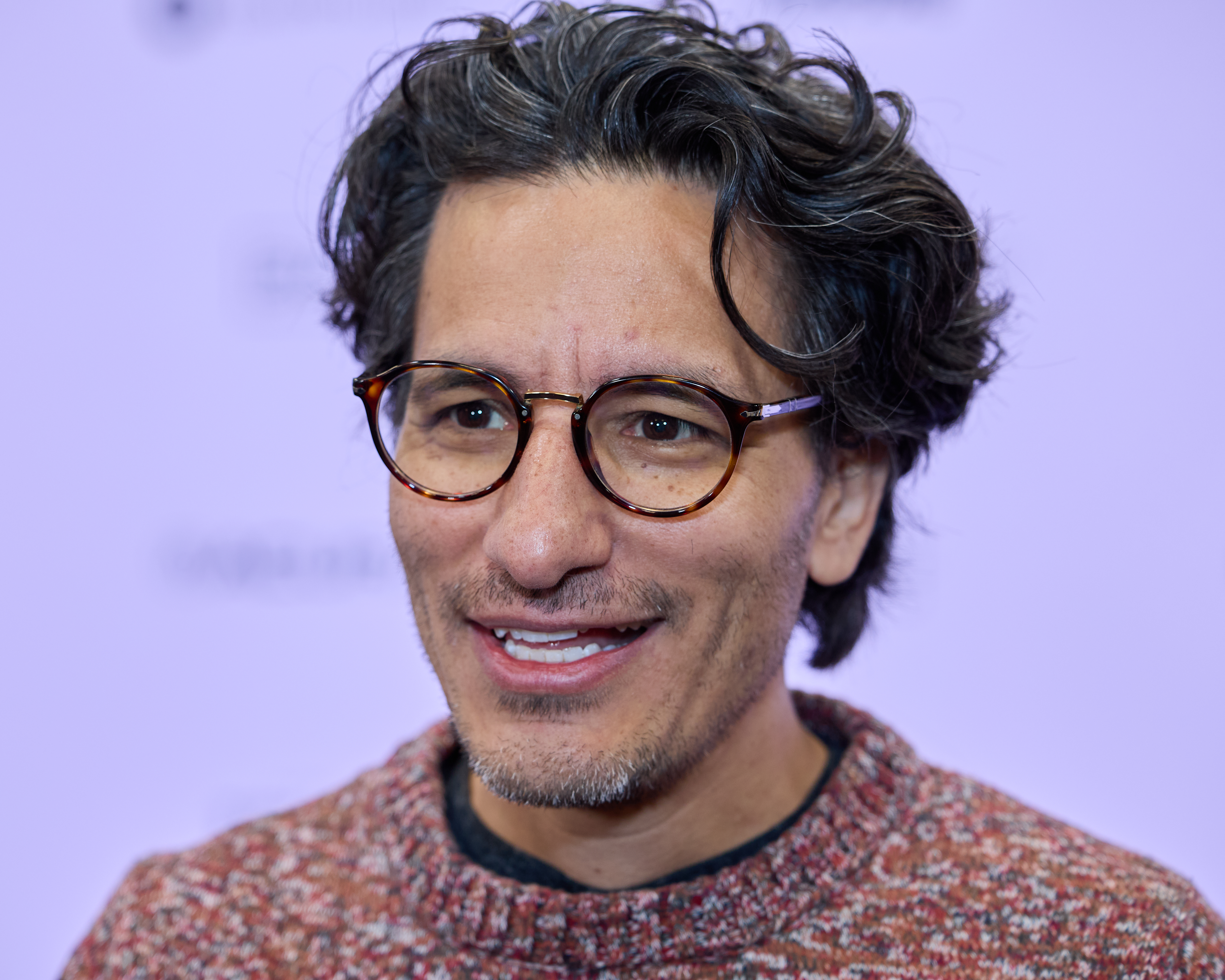
Die Filmmusik komponierte Victor Hernandez Stumpfhauser

Die Filmmusik komponierte Victor Hernandez Stumpfhauser. Der Mexikaner war in der Vergangenheit für Filme wie Me estás matando, Susana, Everybody Loves Somebody und Ana y Bruno tätig.
Die Weltpremiere fand am 18. Januar 2024 beim Sundance Film Festival statt. Ende Februar, Anfang März 2024 wurde Frida beim Sun Valley Film Festival gezeigt. Ebenfalls im März 2024 wurde er beim CPH:DOX und beim  Cinequest Film Festival vorgestellt. Am 15. März 2024 wurde der Film in das Programm von Prime Video aufgenommen. Im November 2024 wird der Film bei Camerimage gezeigt.

## Rezeption

### Kritiken
Von den bei Rotten Tomatoes aufgeführten Kritiken sind 89 Prozent positiv bei einer durchschnittlichen Bewertung mit 7,6 von 10 möglichen Punkten. Bei Metacritic erhielt der Film einen Metascore von 75 von 100 möglichen Punkten.

### Auszeichnungen
Im Rahmen der Oscarverleihung 2025 wurde Frida in eine 15 Titel umfassende Shortlist der Kategorie Bester Dokumentarfilm aufgenommen. Im Folgenden eine Auswahl von Auszeichnungen und Nominierungen.
Cinema Eye Honors Awards 2024
- Nominierung für den Besten Filmschnitt (Carla Gutiérrez)
- Nominierung für die Beste Filmmusik (Victor Hernández Stumpfhauser)
- Nominierung für das Beste Visual Design (Sofía Inés Cázares und Renata Galindo)
- Nominierung als Bester Debütfilm (Carla Gutiérrez)
- Nominierung für den Publikumspreis[13]

Critics’ Choice Documentary Awards 2024
- Nominierung als Best New Documentary Filmmaker (Carla Gutiérrez)[14]

Hollywood Music in Media Awards 2024
- Nominierung als Beste Filmmusik – Dokumentarfilm (Víctor Hernández Stumpfhauser)[15]

IDA Awards 2024
- Auszeichnung für die Beste Musik (Victor Hernandez Stumpfhauser)[16]

Independent Spirit Awards 2025
- Nominierung für den Truer Than Fiction Award (Carla Gutiérrez)[17]

NAACP Image Awards 2025
- Nominierung als Bester Dokumentarfilm[18]

Sundance Film Festival 2024
- Nominierung in der U.S. Documentary Competition
- Nominierung als Beste biografische Dokumentation[3]